# Paul Ackermann (Sprachwissenschaftler)
Paul Ackermann (* 20. April 1812 in Altkirch; † 26. Juli 1846 in Montbéliard) war ein französischer Sprachwissenschaftler und Schriftsteller.

## Leben
Der 1812 im elsässischen Altkirch geborene Sohn eines Gemeindeangestellten ging in Montbéliard zur Schule und studierte von 1828 bis 1829 zunächst Philosophie am Collège royal in Nancy und danach Theologie in Straßburg. Dort kam er vom Glauben ab und entdeckte seine Neigung für sprachwissenschaftliche Fragestellungen. 1833 ging er nach Paris und wirkte dort bis 1839 an unterschiedlichen lexikographischen Unternehmungen mit. Zusammen mit dem Schriftsteller Charles Nodier, den er später als 'unwissenden Schöngeist' bezeichnete, gab er 1836 den Vocabulaire de la langue française heraus. In Paris knüpfte er unter anderem Kontakte zu dem Ökonomen Pierre-Joseph Proudhon und dem Literaturkritiker Charles-Augustin Sainte-Beuve; mit beiden unterhielt er über längere Zeit einen ausgedehnten Briefwechsel. 1839 ging er mit einer Empfehlung des Pariser Indologen Eugène Burnouf nach Berlin, wo er von Alexander von Humboldt 1840 in das gerade beginnende Editionsprojekt der Werke Friedrichs des Großen vermittelt wurde, an dem er bis zu seinem frühen Tod im Jahr 1846 „in Eigenschaft eines grammairien und littérateur für die französische Redaction der Notes, Compte-Rendus und Avertissements“  mitwirkte. Unter der Ägide des Herausgebers Johann David Erdmann Preuß bildete er neben diesem, den Worten Humboldts zufolge, die Seele des editorischen Großunternehmens. 1843 heiratete er in Berlin die aus Paris gebürtige Victorine Choquet, die unter dem Namen Louise-Victorine Ackermann Gedichte und Erzählungen publizierte und ihn bei seinen Arbeiten unterstützte. Der in Gänze seinen sprachwissenschaftlichen Forschungen ergebene Philologe starb im Alter von 34 Jahren im Schoße seiner Familie in Montbéliard. Alexander von Humboldt ließ ihm auf dem Französischen Friedhof in Berlin ein Denkmal errichten.

## Veröffentlichungen
- Dictionnaire biographique universel et pittoresque (Mitarbeit) (1834)
- Vocabulaire de la langue française, extrait de la dernière édition du Dictionnaire de l'Académie (zusammen mit Charles Nodier, 1836) Google Books
- Essai sur l'analyse physique des langues, ou de la formation et de l'usage d'un Alphabet méthodique (1838) Google Books
- La deffence et illustration de la langue francoyse par Joachim Dubellay; précédé d'un Discours sur le bon usage de la langue française (1839)
- Recherches sur les formes grammaticales de la langue française et de ses dialectes au XIIIe siècle
- Examen de quelques faits relatifs à la formation et à la culture de la langue française (begonnen von Gustave Fallot 1839)
- Eloge de l'abbé d'Olivet, couronné par l'Académie de Besançon (1839)
- Traité de l'Accent appliqué à la théorie de la Versification (1840, 2. erw. Aufl. 1843)
- Du principe de la poésie et de l'éducation du poète (1841)
- Du principe de la poésie et de l'éducation du poète (1842)
- Dictionnaire des antonymes ou contre-mots : ouvrage fondé sur les écrivains classiques (1842)
- Essai sur les Catégories (1844)
- Remarques sur la langue française (1844–1845)
- Traité de l'accent, édition refondue (1848)